# NGC 7143
NGC 7143 – obiekt astronomiczny znajdujący się w gwiazdozbiorze Łabędzia, zaobserwowany przez Johna Herschela 15 września 1828 roku i skatalogowany jako obiekt typu „mgławicowego” (Herschel podejrzewał, że jest to gwiazda podwójna zanurzona w mgławicy). NGC 7143 to albo asteryzm składający się z pięciu gwiazd ustawionych w linii o kształcie zygzaka, albo gwiazda podwójna, której składniki stanowią najjaśniejsze gwiazdy tego asteryzmu. Mgławicy w tym rejonie nieba nie ma.